# Phobetes splendidissimus
Phobetes splendidissimus är en stekelart som först beskrevs av Gabriel Strobl 1903.  Phobetes splendidissimus ingår i släktet Phobetes och familjen brokparasitsteklar. Inga underarter finns listade i Catalogue of Life.